# Natasha Stefanenko
Natalia Dmitrievna "Natasha" Stefanenko (en ruso: Наталья Дмитриевна "Наташа" Стефаненко; nacida el 18 de abril de 1969) es una actriz, modelo y presentadora de televisión rusa e italiana que vive y trabaja tanto en Italia como en Rusia.

## Primeros años
Stefanenko nació en Ekaterimburgo (entonces Sverdlovsk), hija de un ingeniero nuclear bielorruso-ucraniano que trabajaba en una ciudad subterránea secreta sin nombre, cerca de los Montes Urales. Vivía con su familia en una ciudad cerrada. También poseían una dacha junto a un lago.
Stefanenko fue campeona de natación en su juventud y nadó con Aleksandr Popov. Cuando era niña, nadaba 10 kilómetros (6,2 millas) al día. En 1984, estuvo a punto de unirse al equipo olímpico soviético de natación, pero optó por continuar con su educación.
La Unión Soviética finalmente decidió boicotear los Juegos Olímpicos de Verano de 1984, que se celebraron en Los Ángeles.
A la edad de 16 años, Stefanenko se fue a estudiar a Moscú, donde se licenció en Ingeniería Metalúrgica.

## Carrera
Después de ganar el concurso Look of the Year en Moscú en 1991, Stefanenko se mudó a Milán, donde obtuvo trabajo como modelo. Después de ser descubierta en un restaurante por el director Beppe Recchia, hizo su primera aparición en televisión en el programa de variedades La grande sfida, junto al presentador Gerry Scotti. En ese momento, Stefanenko no podía hablar el idioma italiano.
Comenzó su carrera actoral con la película cinematográfica La grande prugna en 1999. Interpretó al personaje de Angela Cornelio, una de las protagonistas de la serie de televisión Nebbie e delitti (Niebla y crímenes), que se emitió en Rai 2 de 2005 a 2009. También ha sido anfitriona de muchos programas, incluyendo la edición de 2001 de Festivalbar, que es una serie anual de conciertos de verano televisados realizados por grupos de pop italianos e internacionales en las plazas de las ciudades de toda Italia; y Italia's Next Top Model en 2009. En el mismo año 2009, tuvo un papel en la serie de drama policial de Mediaset Canale 5 Distretto di Polizia 9 (Distrito de Policía 9). Desde 2007, también es presentadora del programa de televisión ruso Snimite eto nemedlenno, basado en el programa británico What Not to Wear.
También coprotagonizó un anuncio de 2001 Natasha Stefanenko: La gigantessa. Interpretó a una giganta que, sin saberlo, creció hasta alcanzar un tamaño gigantesco.

## Vida personal
En diciembre de 1995, Stefanenko se casó con el empresario y ex modelo italiano Luca Sabbioni, y tienen una hija, Sasha, que nació en el año 2000.

## Filmografía

### Películas
| Año  | Título                       | Rol     |
| ---- | ---------------------------- | ------- |
| 1999 | La grande prugna             | Natasha |
| 2003 | Do You Mind If I Kiss Mommy? | Lena    |
| 2011 | Ex 2: Still Friends?         | Olga    |
| 2020 | La mia banda suona il pop    | Olga    |

### Televisión
| Año        | Título                    | Rol                            | Notas                                        |
| ---------- | ------------------------- | ------------------------------ | -------------------------------------------- |
| 1992       | La grande sfida           | Ella misma/Coanfitriona        | Programa de juegos (temporada 1)             |
| 1994       | Casa dolce casa           | Claudia                        | Episodio: "Mi ritorni in mente"              |
| 1997, 2012 | Per tutta la vita…?       | Ella misma/Coanfitriona        | Programa de variedades (temporadas 1 y 6)    |
| 1998–1999  | Target                    | Ella misma/Anfitriona          | Talk show                                    |
| 1999–2002  | Convenscion               | Ella misma/Coanfitriona        | Espectáculo de comedia                       |
| 2000       | Gioco di specchi          | Anya                           | Película para televisión                     |
| 2001       | Festivalbar               | Ella misma/Coanfitriona        | Festival anual de música                     |
| 2004       | Le Iene                   | Ella misma/Anfitriona invitada | Programa de variedades (30 de marzo de 2004) |
| 2005–2009  | Nebbie e delitti          | Angela Cornelio                | Papel principal                              |
| 2006       | La festa della mamma      | Ella misma/Anfitriona          | Evento anual                                 |
| 2007       | Camera Café               | Ella misma                     | Episodio: "La grande occasione"              |
| 2007–2011  | Italia's Next Top Model   | Ella misma/Anfitriona          | Concurso de talentos                         |
| 2009       | 7 vite                    | Akina                          | Papel recurrente (temporada 2)               |
| 2009       | Distretto di Polizia      | Nadja Rostova                  | Papel recurrente (temporada 9)               |
| 2012       | Miss Italia               | Ella misma/Jueza               | Concurso anual de belleza                    |
| 2014       | Top Model po-russki       | Ella misma/Anfitriona          | Desfile de moda (temporada 5)                |
| 2022       | Волшебная девочка кунг-фу | Наивка                         | Voz                                          |